# ECO-code
De ECO-code is een systeem om schaakopeningen te categoriseren. Het systeem werd in 1974 ontwikkeld door Aleksandar Matanović voor de Encyclopedie der Schaakopeningen (ECO), maar wordt tegenwoordig in allerlei publicaties gebruikt.
De encyclopedie bestaat uit vijf delen, A t/m E. De ECO-code bestaat uit een letter en twee cijfers (00 t/m 99). 00 duidt altijd op een onregelmatige opening.

## Openingen

### A
Deel A bevat onder andere het Engels, Hollands, Oud-Indisch, de Benoni-verdediging, de Réti-opening en de Birdopening.

#### A00-A39
Andere eerste zetten dan 1.e4 en 1.d4

#### A40-A44
1.d4 zonder 1...d5, 1...Pf6 of 1...f5

#### A50-A79
1. d4 Pf6 2. c4 zonder 2...e6 of 2...g6: onregelmatige Indische systemen

#### A80-A99
1. d4 f5: Hollandse verdediging

### B
Deel  B bevat onder andere de Caro-Kann, de Pircverdediging, de  Aljechin-verdediging, de Scandinavische verdediging en de Siciliaanse verdediging.

#### B00-B19
1.e4 zonder 1...c5, 1...e6 of 1...e5

#### B20-B99
1. e4 c5: Siciliaanse verdediging

### C
Deel C bevat onder andere het Spaans, Italiaans, Schots, Russisch, Frans, het vierpaardenspel, de Philidor-opening en het koningsgambiet.

#### C00
1.e4 e6 zonder 2.d4 d5: onregelmatige Franse systemen.

#### C01-C19
1. e4 e6: Franse verdediging

#### C20-C99
1. e4 e5: Dubbele koningspionopeningen

### D
Deel D bevat onder andere het aangenomen damegambiet, de orthodoxe verdediging, de Slavische verdediging, de Tarrasch-verdediging en de Grünfeld-verdediging.

#### D00-D69
1. d4 d5: Dubbele damepionopeningen

#### D70-D99
1. d4 Pf6 2. c4 g6 met 3...d5: Grünfeldverdediging

### E
In deel E vindt men onder andere de Indische systemen.

#### E00-E59
1. d4 Pf6 2. c4 e6: Indische systemen met 2...e6

#### E60-E99
1. d4 Pf6 2. c4 g6 zonder 3...d5: Indische systemen met 2...g6 (behalve de Grünfeldverdediging)